# Lamglumpang
Lamglumpang is een bestuurslaag in het regentschap Banda Aceh van de provincie Atjeh, Indonesië. Lamglumpang telt 2624 inwoners (volkstelling 2010).